# Special EFX
Gli Special EFX sono un gruppo musicale smooth jazz statunitense fondato nel 1982 dal chitarrista Chieli Minucci con il percussionista George Jinda.
Il gruppo ha realizzato numerosi album jazz sotto il marchio GRP Records fondato a New York da Dave Grusin e Larry Rosen nel 1978. Gli Special EFX sono accanto a Gerry Mulligan, Kevin Eubanks, Dave Valentin, Lee Ritenour, Diane Schuur, Spyro Gyra e Rippingtons tra i primi artisti ad incidere su supporti interamente in digitale DDD per la GRP Records

## Discografia
- 1984 - Special EFX (GRP Records)
- 1985 - Modern manners (GRP Records)
- 1986 - Slice of life (GRP Records)
- 1987 - Mystique (GRP Records)
- 1988 - Double Feature (GRP Records)
- 1989 - Confidential (GRP Records)
- 1991 - Just Like Magic (GRP Records)
- 1991 - Peace Of The World (GRP Records)
- 1992 - Global Village (GRP Records)
- 1993 - Play (JVC Compact Discs)
- 1994 - Catwalk (Samson Music)
- 1995 - Body language (Samson Music)
- 1996 - Special Delivery
- 1997 - Here To Stay (Samson Music)
- 1999 - Masterpiece (Shanachie)
- 2001 - Butterfly (Shanachie)
- 2003 - Party (Shanachie)
- 2007 - Sweet Surrender
- 2017 - Deep as the Night